# 史卓菲大屠杀
史卓菲大屠杀（英文：Strathfield massacre）是於1991年8月17日發生在澳大利亚悉尼市史卓菲自治市的一起無差別犯罪連環殺人案件，疑犯Wade Frankum在警察抵達罪案现場后自杀身死，该案共造成8人死亡、6人受伤。

## 犯罪者
Wade Frankum出生于1958年，曾从事多种职业包括店面销售助理。在他独自居住的公寓里，警察发现他收藏了大量的暴力影视及文学作品。其中一本书是受到广泛关注的《美色殺人狂（American Psycho）》，虽然没有证据表明这本书是他犯罪的灵感来源，但多家报纸的报导中都提出这本书在他的犯罪计划中起到重要作用。 美色殺人狂因其情节中包含很多令人毛骨悚然的谋杀妇女的情节而被谴责为具有厌女症倾向，而此案中被杀的7人中有5人都是妇女。他据说还拥有一本由激進女性主義作家吉曼·基爾（Germaine Greer)所著的《女太监(The Female Eunuch)》和一本俄国作家陀思妥耶夫斯基所著的《罪与罚》。

## 暴行
大约在下午1点，33岁的Frankum来到了史卓菲的一家购物中心史卓菲广场(Strathfield Plaza)。然后在一家叫做Coffee Pot的咖啡厅喝了几杯咖啡。
大约在下午3:30，在没有与任何人发生冲突的情况下，Frankum突然从军用背包中掏出一把大刀，朝着他身后坐着的两名少女的其中一位猛刺多次，将其杀死。
他将大刀留在少女的尸体内，然后从军用背包中掏出一把半自动步枪朝着咖啡厅中的人群扫射，杀死多人。然后他枪杀了咖啡厅的店主并逃入购物中心的主大厅，枪杀了最后一名遇难者。 
Frankum跑进屋顶的停车场并劫持了一名车主作为人质，并逼迫她开车送他到邻近的Enfield区。在那位女车主发动汽车之前，警察开始陆续赶到现场。听到渐渐靠近的警笛声，Frankum向那位女车主道歉并下了车，跪在地上朝自己头部开枪自杀。
Frankum疯狂暴行持续了10分钟，期间7人死亡6人受伤，受害者都不是他认识的人。

## 受害者
- Roberta Armstrong
- Robertson Kan Hock Joon
- Patricia Rowe
- Carole Dickinson
- Joyce Nixon
- Rachell Milburn
- George Mavris

## 备注
- 这次大屠杀使得枪支控制问题在澳大利亚引起广泛关注，而6年后在塔斯马尼亚又发生了使到35人致死的亚瑟港大屠杀。